# 明野照葉
明野 照葉（あけの てるは、1959年6月25日 - ）は、日本の小説家。本名、田原葉子。

## 略歴
東京都中野区生まれ。1982年、東京女子大学文理学部社会学科卒業。
富士ゼロックス（現・富士フイルムビジネスイノベーション）勤務を経て、1998年「雨女」で第37回オール讀物推理小説新人賞を受賞し、小説家デビュー。2000年『輪（RINKAI）廻』で第7回松本清張賞を受賞。

## 作品リスト
- 輪廻（2000年6月 文藝春秋 / 2003年11月 文春文庫）
- 憑流（2001年4月 文藝春秋 / 2010年2月 文春文庫）
- 棲家（2001年8月 ハルキ・ホラー文庫 / 2010年3月 ハルキ文庫【新装版】）
- 赤道（2001年11月 光文社 / 2004年10月 光文社文庫）
- 女神（2002年6月 光文社 / 2006年9月 光文社文庫 / 2021年10月 光文社文庫【新装版】）
- 闇の音（2002年7月 ハルキ・ホラー文庫）
  - 【改題】四階の女（2010年5月 ハルキ文庫）
- 海鳴（2003年1月 双葉社 / 2012年2月 文春文庫）
- 感染夢 Carrier（2003年5月 実業之日本社 / 2011年6月 実業之日本社文庫）
- 汝の名（2003年8月 中央公論新社 / 2007年6月 中公文庫 / 2020年12月 中公文庫【新装版】）
- ひとごろし（2004年3月 角川春樹事務所 / 2009年10月 ハルキ文庫）
  - 【改題】人殺し（2021年8月 ハルキ文庫）
- 禁断（2004年12月 小学館 / 2011年12月 中公文庫）
- 骨肉（2005年3月 中央公論新社 / 2007年9月 中公文庫）
- 痛いひと（2005年11月 光文社）
  - 【改題】降臨（2008年2月 光文社文庫）
    - 収録作品：パンドラの匣 / 脳の傷に酒がしみる / それだけは言わないで / 充実 / 見つめてごらん / 伝染さないで / 降臨 / 汝の隣人愛すべし
- 25時のイヴたち（2006年3月 実業之日本社 / 2010年12月 実業之日本社文庫）
- 澪つくし（2006年5月 文藝春秋 / 2009年11月 文春文庫）
  - 収録作品：かっぱタクシー / 三途BAR / ジェリーフィッシュ / つむじ風 / 石室 / 彼岸橋 / 雨女 / 澪つくし
- ソウル・ボディ―魂の約束（2007年5月 ゴマブックス【上・下】）
- 砂の花（2007年10月 祥伝社文庫）
  - 【改題】廃墟のとき（2011年7月 中公文庫）
- 聖域―調査員・森山環（2008年3月 中公文庫）
- さえずる舌（2009年3月 光文社文庫）
- フェイク（2010年1月 徳間文庫）
  - 収録作品：タミちゃん / ドリーマー / 化粧 / 同級生 / 増殖 / えんがちょ / ひっつきむし / 辻灯篭
- 愛しいひと（2010年2月 文藝春秋 / 2012年9月 文春文庫）
- 家族トランプ（2010年4月 実業之日本社 / 2013年2月 実業之日本社文庫）
- 契約（2010年7月 光文社文庫）
- 冷ややかな肌（2010年10月 中公文庫）
- チャコズガーデン（2011年3月 中央公論新社 / 2013年3月 中公文庫）
- 東京ヴィレッジ（2012年1月 光文社 / 2014年11月 光文社文庫）
- その妻（2012年6月 中公文庫）
- そっと覗いてみてごらん（2013年4月 光文社文庫）
- 宿敵（2014年9月 中公文庫）
  - 収録作品：月を撃つ / NOBODY / 在星邦女 / 満願の月 / 宿敵
- 浸蝕（2015年8月 実業之日本社文庫）
- 嘘（2016年10月 幻冬舎文庫）
- 魔家族（2017年10月 光文社文庫）
- 魔性（2019年9月 PHP文芸文庫）
- 誰？（2020年8月 徳間文庫）
- 黒白の一族（2021年12月 光文社）

### アンソロジー
「」内が明野照葉の作品
- 緋迷宮（2001年12月 祥伝社文庫）「恋歌」
- 紫迷宮（2002年12月 祥伝社文庫）「かっぱタクシー」
- 鬼瑠璃草（2003年1月 祥伝社文庫）「色紋様」
- ミステリア（2003年12月 祥伝社文庫）「増殖」
- 暗闇（ダークサイド）を追いかけろ（2004年11月 光文社カッパ・ノベルス / 2008年5月 光文社文庫）「古井戸」

## 映像化作品

### テレビドラマ
- 汝の名（2022年4月6日 - 5月25日、全8話、テレビ東京系、主演：山崎紘菜・北乃きい）[5]